# Martina Filjak

Martina Filjak (Zagreb,  1978.) je hrvatska pijanistica, kći pijanista Ranka Filjka.

## Životopis
Školovala se na konzervatoriju u Beču, Muzičkoj akademiji u Zagrebu u klasi Vladimira Krpana, Hochschule für Musik und Theater u Hannoveru, te na prestižnoj Como Piano Academy. Dobitnica je brojnih domaćih i međunarodnih priznanja. 2007. godine, osvojila je 5. mjesto u završnici međunarodnog natjecanja Ferruccio Busoni u Bolzanu a potom i 1. nagradu na natjecanju Viotti u talijanskom Vercelliju. 2008. nagrađena je 5. nagradom na natjecanju UNISA u Pretoriji u Južnoafričkoj Republici te 1. nagradom i zlatnom medaljom na natjecanju Maria Canals u Barceloni. Iste godine, u Hrvatskoj je primila nagrade Milka Trnina Hrvatskog društva glazbenih umjetnika, Vladimir Nazor Ministarstva kulture za izvedbe Brahmsovog 1. koncerta i Kelemenovog 1. koncerta te Orlando za nastup na Dubrovačkim ljetnim igrama. U kolovozu 2009. dobiva 1. nagradu i niz specijalnih priznanja na međunarodnom natjecanju u Clevelandu.
Budući nastupi 2009. i 2010. uključuju gostovanja uz Bilbao Symphony Orchestra, Moscow State Symphony Orchestra, Orchestra Sinfonica di Savona, Tenerife Symphony Orchestra, Torino Philharmonic Orchestra, Zagrebačku Filharmoniju, Cantus ansambl, Simfonijski orkestar HRT-a te nastupe u prestižnim dvoranama poput Konzerthaus u Berlinu, Musikverein u Beču, Salle Cortot u Parizu, Carnegie Hallu u New Yorku. U 2010. godini, predviđen je izlazak debitantskog albuma za tvrtku Naxos.

## Diskografija
- 2001. – album »Piano passionato« / Martina Filjak / Tutico Classic
- 2011. – CD »Antonio Soler: Keyboard Sonatas Nos. 1–15« / Martina Filjak, Piano / Naxos Records
- 2013. – CD »Robert Schumann: Andante and Variations Op. 46« / Jan Vogler, Christian Poltéra (Cellos), Juho Pohjonen, Martina Filjak (Pianos), Johannes Dengler (Horn) / SONY Classical

## Nagrade i priznanja
- 1993. – nagrada Mladi glazbenik godine Zagrebačke filharmonije
- 1998. – nagrada Hrvatske glazbene mladeži
- 2005. – počasna nagrada natjecanja Animato u Parizu[2]
- 2007. – peta nagrada u finalu međunarodnoga pijanističkoga natjecanja Ferruccio Busoni u Bozenu[3]
- 2007. – prva nagrada na međunarodnom pijanističkom natjecanju Gian Battista Viotti u Vercelliu
- 2008. – godišnja nagrada Vladimir Nazor Ministarstva kulture RH za 2007. godinu
- 2008. – nagrada Milka Trnina Hrvatskoga društva glazbenih umjetnika za 2007. godinu
- 2008. – prva nagrada i Zlatna medalja na međunarodnom pijanističkom natjecanju Maria Canals u Barceloni[4]
- 2008. – nagrada Orlando za glasovirski recital u atriju Kneževa dvora u Dubrovniku[5]
- 2009. – prva nagrada i Zlatna medalja i nekoliko posebnih priznanja na međunarodnom pijanističkom natjecanju u Clevelandu[6]
- 2009. – odlikovanje Red hrvatskog pletera za iznimna glazbena postignuća
- 2013. – nagrada Judita za najbolje umjetničko postignuće na 59. Splitskom ljetu[7]

## Vanjske poveznice

### Sestrinski projekti
|  | Zajednički poslužitelj ima još gradiva o temi Martina Filjak |

### Mrežna sjedišta
- Martina Filjak – službene stranice (engl.) (njem.) (hrv.)
- Columbia Artists Management – Instrumentalists: Martina Filjak (engl.)
- The International Keyboard Institute & Festival: Martina Filjak  Arhivirana inačica izvorne stranice od 17. veljače 2012. (Wayback Machine) (engl.)
- Ferruccio Busoni International Piano Competition (tal.) (njem.) (engl.)
- Gian Battista Viotti International Music Competition, Vercelli  Arhivirana inačica izvorne stranice od 20. svibnja 2013. (Wayback Machine) (engl.) (tal.)
- Concours International de Musique Maria Canals, Barcelona: Martina Filjak – First Prize  Arhivirana inačica izvorne stranice od 3. ožujka 2016. (Wayback Machine) (kat.) (kasteljanski) (engl.) (fr.)
- Cleveland International Piano Competition: Past Competition Medalists - Martina Filjak  Arhivirana inačica izvorne stranice od 2. veljače 2014. (Wayback Machine) (engl.)

- Naxos Records: Martina Filjak (engl.)